# Amphisbaena spurelli
Amphisbaena spurelli este o specie de reptile din genul Amphisbaena, familia Amphisbaenidae, ordinul Squamata, descrisă de Boulenger 1915. Conform Catalogue of Life specia Amphisbaena spurelli nu are subspecii cunoscute.